# Васіл Кутінчев
Васіл Кутінчев (болг. Васил Кутинчев); нар. 25 лютого 1859, Русе — пом. 30 березня 1941, Софія) — болгарський військовик, генерал піхоти.
Учасник Сербсько-болгарської (1885), Першої і Другої Балканських війн і Першої світової війни (1915-1918).

## Біографія
Народився 25 лютого 1859 в Русе, мав трьох братів і сестру. Початкову освіту здобув в Русе, після закінчення школи вступив до училища, яке закінчив в 1876.

## Сім'я
У 1902 Кутінчев вступив у цивільний шлюб з Анастасією Вітановою. Це другий шлюб полковника (у першому шлюбі дітей не було). Згодом народився його перший син Іван, а потім ще двоє синів і дочка. Іван працював клерком, молодший Михайло став лікарем, а наймолодший Стефен — військовим.

## Нагороди
- Орден «За хоробрість» II і IV класу
- Орден «Святий Олександр»
- Орден «За заслуги» II ступеня
- Орден «Стара планина» з мечами, посмертно